# Anastrepha anduzei
Anastrepha anduzei är en tvåvingeart som beskrevs av Stone 1942. Anastrepha anduzei ingår i släktet Anastrepha och familjen borrflugor. Inga underarter finns listade i Catalogue of Life.